# Zabrega (gmina Paraćin)
Zabrega (cyr. Забрега) – wieś w Serbii, w okręgu pomorawskim, w gminie Paraćin. W 2011 roku liczyła 1008 mieszkańców.